# Parlamento del Ciad
Il Parlamento del Ciad (in arabo برلمان تشاد‎?, in francese Parlement du Tchad) è il parlamento del Ciad. 
Teoricamente bicamerale, esso è divenuto tale, dopo varie vicissitudini, solo nel 2025, quando la camera alta è ufficialmente entrata in funzione.
L'Assemblea nazionale dispone di 188 deputati eletti dai collegi territoriali. Il Senato ha 69 membri, 46 eletti direttamente dalle regioni e 23 nominati dal Presidente della Repubblica su consultazione con gli enti locali.
L'Assemblea ha un mandato di 4 anni, il Senato di 6.